# Джерело в Марковій
Джерело в Марковій (офіційна назва з помилкою правопису Джерело в Маркові) — гідрологічна пам'ятка природи місцевого значення в Україні, в Монастириському районі Тернопільської області.

## Розташування

План-схема розташування «Джерела в Марковій»

Розташована на схід від села Маркова, в лісовому урочищі «Маркова», у кварталі 20, виділі 6 Монастириського лісництва.

## Пам'ятка
Статус пам'ятки отриманий рішенням виконавчого комітету Тернопільської обласної ради від 14 березня 1977 року № 131 (за даними ТЕС — від 30 серпня 1990 р. № 131).

## Характеристика
Площа — 0,01 га. Джерело води, що має наукову та природоохоронну цінність.